# Brasil Game Show
Brasil Game Show (conocido por las iniciales "BGS" y originalmente titulado "Rio Game Show" ("RGS") es una convención anual de videojuegos organizada por el ejecutivo Marcelo Tavares, que actualmente se lleva a cabo en São Paulo, Brasil y es la mayor convención de juegos de azar del mundo.

## Historia
El Brasil Game Show se realizó por primera vez el 21 de junio de 2009, en Río de Janeiro, donde se llevó a cabo bajo el nombre de Rio Game Show y tuvo una asistencia de 4.000 participantes. Hasta ese año, el Brasil no había celebrado eventos similares durante unos tres años. La asistencia se duplicó en la segunda edición, el 28 y 29 de noviembre de 2009. Al año siguiente, la convención se reincorporó al actual nombre de Brasil Game Show y tuvo una asistencia de 30.000 asistentes a la convención. En 2011 la convención recibió más de 60.000 asistentes, superando las expectativas de 50.000 asistentes para ese año.
También en 2011, se anunció que la convención de 2012 se celebraría en São Paulo.
En 2012 la expectativa era de unos 80.000 visitantes para la convención. Pero el evento una vez más superó las expectativas, superando la marca de los 100.000 asistentes y consolidando su mayor título en la convención de juegos latinoamericanos.
La edición de 2013 se realizó en São Paulo, el 25 de octubre (sólo para la prensa), 26, 27, 28 y 29 de octubre (abierta al público). Una vez más se superaron las expectativas de 150.000 asistentes y el espacio asignado a la convención se duplicó en comparación con el año anterior.
En 2014, el espacio destinado al evento se duplicó una vez más y ocupó los cinco pabellones de la Expo Center Norte, en São Paulo. El evento tuvo lugar el 8 de octubre (sólo prensa y negocios), 9, 10, 11 y 12 (abierto al público), con una asistencia estimada de 250.000 personas. Hasta mediados de marzo, grandes empresas ya habían anunciado su presencia en el evento, como Ubisoft, Ongame, Razer y otras.
En 2015, el Expo Center Norte, en São Paulo, estableció nuevos récords y se firmó como la mayor edición del principal evento de juegos de América Latina. La feria reunió en los cinco días más de 300 mil visitantes, número superior al del año pasado, y expuso al público más de 100 lanzamientos. Nuevamente ocupó todos los cinco pabellones del Expo Center Norte, en São Paulo. En un área de cerca de 70 mil m², el público pudo encontrar invitados internacionales ilustres - como Phil Spencer, jefe de la división XBOX de Microsoft, y Yoshinori Ono, productor del juego Street Fighter V.
La novena edición de BGS ocurrió en los días 1 a 5 de septiembre de 2016 en nuevo lugar, en el São Paulo Expo. El cambio de fecha tuvo como objetivo anticipar más lanzamientos y presentar a los visitantes un número aún mayor de productos inéditos. Fueron más de 200 marcas exponiendo en el evento, y más de 3.000 periodistas de Brasil y del exterior registrando el evento. Los juegos en realidad virtual fueron destacados, donde el público y la prensa pudieron probar de primera mano el Playstation VR.
En 2017, Brasil Game Show completa 10 ediciones, y un segundo evento fue anunciado para Río de Janeiro, enfocado en E-Sports: y un torneo llamado Brasil Game Cup Rio (BGC Rio), que se realizará en abril de 2017.

## Brasil Game Cup
Los e-Sports, o los deportes electrónicos, también ocupan un lugar importante en BGS. Destaca para el Brasil Game Cup (BGC) de 2015, con torneo de Dota2 realizado en un escenario gigante frente a una platea para 4.000 personas y premiación total de R $60.000. La disputa entre ocho equipos - 5 brasileñas, 2 peruanas y una argentina - sacó bicampeón a padre N Gaming, que ganó la final por 3 a 0 y garantizó un premio de R $40.000. El equipo T.Show fue la segunda colocada y llevó a casa R $15.000. Keyd Stars se quedó con el tercer lugar y el premio de R $5.000.
En 2016 se produjo la mayor edición de Brasil Game Cup hasta hoy. Y en el caso de que se trate de una película de ficción. Con una audiencia de más de 2.000 personas, fueron varios jugadores compitiendo entre CS: GO, DOTA 2 y el estreno de un juego móvil en el torneo de Clash Royale. La edición 2016 de BGC fue presentada por el actor y presentador Luciano Amaral y con una serie de grandes nombres como narradores y comentaristas, además de transmitida por los canales oficiales en Youtube, Twitch y Hitbox; , que se celebrará en la ciudad de Buenos Aires.
Para 2017, un segundo evento fue anunciado para Río de Janeiro, enfocado en e-Sports: a Brasil Game Cup Rio (BGC Rio), que se realizará en abril.

## Eventos
| Fechas                     | Lugar                                        | Asistencia        | Algunos de los Invitados |
| -------------------------- | -------------------------------------------- | ----------------- | --- |
| 21 de junio de 2009        | Río de Janeiro                               | 4,000             | - |
| 28–29 de noviembre de 2009 | Río de Janeiro                               | 8,000             | - |
| 20-21 de noviembre de 2010 | SulAmerica Convention Center, Río de Janeiro | 30,000            | Sony, Warner, Blizzard, NC Games, Seven Computação Gráfica, Warner, Mauricio de Sousa |
| 5-9 de octubre de 2011     | Río de Janeiro                               | 63,119            | Sony, NC Games, Seven Computação Gráfica, Microsoft, M-Coin, Vostu, Hazit Online Games, Level-up!, Mentez, Warner, EA, Codemasters, Yoshinori Ono, Zafer Coban |
| 11-14 de octubre de 2012   | Expo Center Norte, São Paulo                 | 100,599           | Sony, Microsoft, Nintendo, Riot Games, Activision, Konami, Warner Games, EA, Codemasters, Capcom, Ecogames, Gamérica, NC Games, Level Up!, ZAP Games, Razer, Hoplon Infotainment, AMD, House Games, Razor Games, 1337 Entertainment, Global Collect, The Castle Builder, PlayTV, 3D Voyage, Action Prime Games, Disney, Insane Media, Gametel, LG, Incomm, Baixaki, Rocket Store |
| 23-29 de octubre de 2013   | Expo Center Norte, São Paulo                 | 151,564           | Sony, Seven Computação Gráfica, Warner Games, Activision, EA, Blizzard Entertainment, NVidia, Razer, Level Up!, Hoplon Infotainment, NC Games, Ubisoft, Kingston, Baixaki, Install Core, Incomm, InnoGames, Rixty, PlayTV, Furfle, Corsair, Game Insight |
| 8-12 de octubre de 2014    | Expo Center Norte, São Paulo                 | 252,966           | Razer, Ongame, Ubisoft, Mad Catz, Playphone, Kingston, Tanki Online, EA |
| 8-12 de octubre de 2015    | Expo Center Norte, São Paulo                 | 300,138           | PlayStation, Xbox, Ubisoft, Capcom, EA, Warner Bros. Games, Activision, Razer, HP, Mad Catz, Nvidia, EVGA, Azubu, YouTube, Rixty, Taiwan Excellence Awards, Com2uS, Gunnar Optiks, Planeta DeAgostini, Lojas Americanas, Copag, Minecraft |
| 1-5 de septiembre de 2016  | São Paulo Expo, São Paulo                    | 301,136           | PlayStation, Xbox, Capcom, Razer, Livraria Saraiva, Warner Bros. Games, Supercell, Ubisoft, Kingston, EA, Gigabyte |
| 11-15 de octubre de 2017   | Expo Center Norte, São Paulo                 | More than 317,000 | PlayStation, Xbox, Livraria Saraiva, Vivo, Samsung, Activision, RedFox Games, HyperX, Lojas Americanas, Ubisoft, Intel, Warner Bros. Games, Acer, AORUS/Gigabyte, Canon, CD Projekt Red, Com2uS, Dazz, DXRacer, Kinoplex, KOCCA, Píticas, Razer, Supercell, Cinemark, Dell, Fini, TNT Energy Drink, Casas Bahia, Cup Noodles |
| 10-14 de octubre de 2018   | Expo Center Norte, São Paulo                 | 325,000           | Banco do Brasil, Cube TV, 2 AM, Cinemark, Fini, PlayStation, Free Fire, Cup Noodles, TNT, Activision, HyperX, Logitech, Xbox, Lojas Americanas, Nintendo, PUBG, RedFox Games, Riachuelo Geek, Samsung, WB Games, YouTube Gaming, AORUS/Gigabyte, Corsair, Dazz, GameMax, Intel, Mixer, Piticas, Razer, Warrior, Crokíssimo, DXRacer, Lenovo, Magic: The Gathering, Nerd ao Cubo, Nvidia, OEX Game, Old Spice, Pichau, Pontofrio, Rawar, StreamCraft, Zona Criativa                                                                                               |
| 10–13 de octubre de 2019   | Expo Center Norte, São Paulo                 | 325,078           | Epic Games, YouTube, Xbox, Nintendo, PlayStation, Facebook, Logitech, WB Games, Acer, Aorus, Asus, DxRacer, Piticas, Falkol, Warrior, Razer, Pichau Gaming, Intel, Corsair, Legion by Lenovo, Marvel, Kalunga Red Canids, Fanta, Lupo, Sunny, Redragon, OexGame, MicroCamp, Magic: The Gathering, Panini, Matic Entretenimento, Dazz, Saga, Veloe, Fini, Free Fire, Submarino, Western Digital, Dell Gaming, Gillette, Old Spice, Magazine Luiza, Outback SteakHouse, Banco do Brasil, TNT Energy Drink, Vivo, Smilegate Entertainment, AOC, Cup Noodles, HyperX |
| 6–12 de octubre de 2022    | Expo Center Norte, São Paulo                 | 327,678           | |
| 11–15 de octubre de 2023   | Expo Center Norte, São Paulo                 | 328,503           | |
| 9–13 de octubre de 2024    | Expo Center Norte, São Paulo                 |                   | |